# オッピド・ルカーノ
オッピド・ルカーノ（イタリア語: Oppido Lucano）は、イタリア共和国バジリカータ州ポテンツァ県にある基礎自治体（コムーネ）。人口約3,800人である。

## 地理

### 位置・広がり

#### 隣接コムーネ
隣接するコムーネは以下の通り。括弧内のMTはマテーラ県所属を示す。
- アチェレンツァ
- カンチェッラーラ
- ジェンツァーノ・ディ・ルカーニア
- イルシーナ (MT)
- トルヴェ